# أنجيلوس أرجيريس
أنجيلوس أرجيريس هو لاعب كرة قدم يوناني في مركز قلب الدفاع، ولد في 6 مايو 1994 في فولوس في اليونان. لعب مع كورونا كييلتسى.

## وصلات خارجية
- أنجيلوس أرجيريس على موقع قاعدة بيانات كرة القدم.إي يو (الإنجليزية)
- أنجيلوس أرجيريس على موقع عالم كرة القدم.نت (الإنجليزية)